# Инъективный модуль
Инъекти́вный мо́дуль — одно из основных понятий гомологической алгебры.
Модуль {\displaystyle Q} над кольцом {\displaystyle R} (как правило, считаемым ассоциативным с единичным элементом) называется инъективным, если для всякого гомоморфизма {\displaystyle f:A\to Q} и мономорфизма (инъективного гомоморфизма) {\displaystyle g:A\to B} существует такой гомоморфизм {\displaystyle h:B\to Q}, что {\displaystyle f=hg}, то есть данная диаграмма коммутативна:
Можно указать ещё один критерий инъективности:
{\displaystyle Q} инъективен тогда и только тогда, когда для любого мономорфизма {\displaystyle g:A\to B} индуцированный гомоморфизм {\displaystyle g^{*}:{\text{Hom}}(B,Q)\to {\text{Hom}}(A,Q)} является эпиморфизмом.
Каждый модуль является подмодулем некоторого инъективного модуля. Эта теорема двойственна тому, что каждый модуль является гомоморфным образом проективного (даже свободного) модуля, хотя доказательство её более сложно.
Прямое произведение модулей инъективно тогда и только тогда, когда инъективен каждый сомножитель.